# Tagliolo Monferrato
Tagliolo Monferrato är en ort och kommun i provinsen Alessandria i regionen Piemonte i Italien. Kommunen hade 1 542 invånare (2018).